# Louisiana zászlaja
Az embléma az állam pecsétjéről származik, amelyet 1902-ben adoptáltak. A pelikán Louisiana címerállata – az ábrázoláson a saját melléből folyó vérrel táplálja fiókáit (az önfeláldozás szimbóluma). A felirat az állam mottója: („Egyesülés, igazság, hit”).